# A PFG 2016-2017

Prima ligă profesionistă de fotbal din Bulgaria 2016-17 (A PFG) este sezonul cu numărul 93.Și primul sezon cu o nouă structură a ligii. Noua structură a ligii,este inspirată de cele folosite de către Prima Divizie Belgiană (Jupiler League) și Superliga daneză (Superliga),structura fiind aprobată de către Federația Bulgară de Fotbal pe 6 iunie 2016.
Programul meciurilor a fost anunțat pe 8 iulie 2016.
Pe 5 mai 2017,înainte cu 5 etape de finalul campionatului, după ce a câștigat meciul din deplasare cu Lokomotiv Plovdiv ,Ludogorets Razgrad a reușit să obțină titlul pentru a șasea oară consecutiv.

## Formatul competiției
Începând cu sezonul 2016-17, un nou format al ligii a fost aprobat de către Federația Bulgară de Fotbal, într-o încercare de a îmbunătăți liga dar și de a adăuga criterii financiare stricte. 
Acest format implică 14 echipe care joacă în două faze, un sezon regulat și play-off sau play-out (în functie de clasarea în sezonul regulat). 
Prima etapă include fiecare club care concurează împotriva fiecarei alte echipe de două ori într-un dublu sistem tur-retur,în finalul sezonului regulat toate echipele au 26 de partide jucate.În fiecare etapă sunt jucate câte 7 meciuri ,acest lucru se întâmplă timp de 26 de etape. În faza a doua, primele șase echipe intră în play-off, în timp ce restul de 8 echipe rămase intră în play-out. Câștigătoarea play-off-ului este declarată echipa campioană a Bulgariei. 

### Calificările în competițiile internaționale
Cele șase echipe din play-off concurează una împotriva celeilalte.În fiecare etapă de play-off se joacă câte 3 meciuri. La final de play-off, fiecare echipă va avea jucat un total de 36 de meciuri. Câștigătoarea play-off-ului este declarată Campioana Bulgariei și în mod automat are asigurată prezența în cea de-a doua rundă de calificare a Ligii Campionilor 2017-18. Echipa care ocupă locul al doilea este premiată cu un loc în UEFA Europa League 2017-18 în runda de calificare. Cea de-a treia echipă în clasamentul final va participa într-un play-off contra unei echipe din play-out. În funcție de echipa câștigătoare a Cupei Bulgariei, o posibilă a patra echipă din primele șase pot concura într-un meci pentru un loc în UEFA Europa League.

### Retrogradare
Echipele din play-out sunt împărțite în două sub-grupe a câte patru echipe, Grupa A și Grupa B, în funcție de poziția lor finală în clasamentul sezonului regulat . Echipele care intră în Grupa A sunt clasate pe locurile : 7, 10, 11 și 14, și echipele care participă în Grupul B, sunt clasate pe locurile: 8, 9, 12 și 13.Fiecare echipă joacă de două ori(tur-retur) împotriva altor trei echipe din grupul lor.După faza grupelor, fiecare echipă din play-out va avea jucat un număr total de 32 de meciuri. În funcție de poziția lor finală în Grupul A și B, primele două echipe din fiecare grup va intra în calificările pentru un loc în play-off-ul UEFA Europa League.Adică primele două echipe din fiecare grupă vor juca în semi-finale, iar ultimele două echipe din fiecare grupă continuă în semi-finală pentru un meci de retrogradare. După această etapă, o echipă este direct retrogradată în Liga a II-a și celelalte două echipe vor concura în două meciuri de retrogradare cu cel de-al 2-lea și cel de-al 3-lea club clasat în Liga Secundă.

### Departajări
În caz de egalitate la puncte între două sau mai multe cluburi,departajările sunt aplicate în următoarea ordine:
1. Numărul de victorii;
2. Diferența de goluri (Golaveraj);
3. Goluri marcate;
4. Goluri primite;
5. Cele mai puține cartonașe roșii;
6. Cele mai putine cartonașe galbene;
7. Egaluri

## Echipe
Un total de 14 echipe fac parte din A PFG 2016-17, dintre care 9 cluburi din sezonul precedent, plus cinci care au promovat din B PFG (Liga a II-a bulgară). 
Echipele care au promovat în această ligă fiind :
- Dunav Ruse
- Lokomotiv Gorna
- Neftochimic
- Vereya
- CSKA Sofia

### Stadioane și locații
| Echipa      | Locație           | Stadion                               | Capacitate |
| ----------- | ----------------- | ------------------------------------- | ---------- |
| Beroe       | Stara Zagora      | Beroe                                 | ‍ 12,128     |
| Botev       | Plovdiv           | Botev 1912 Football Complex, Komatevo | ‍ 4,000      |
| Cherno More | Varna             | Kavarna Stadium, Kavarna              | ‍ 5,000      |
| CSKA        | Sofia             | Balgarska Armiya                      | ‍ 18,495     |
| Dunav       | Ruse              | Ludogorets Arena, Razgrad             | ‍ 8,808      |
| Levski      | Sofia             | Vivacom Arena - Georgi Asparuhov      | ‍ 25,000     |
| Lokomotiv   | Gorna Oryahovitsa | Lokomotiv                             | ‍ 10,500     |
| Lokomotiv   | Plovdiv           | Lokomotiv                             | ‍ 13,000     |
| Ludogorets  | Razgrad           | Ludogorets Arena                      | ‍ 8,808      |
| Montana     | Montana           | Gradski, Lovech                       | ‍ 6,000      |
| Neftochimic | Burgas            | Lazur                                 | ‍ 18,037     |
| Pirin       | Blagoevgrad       | Hristo Botev                          | ‍ 7,000      |
| Slavia      | Sofia             | Vasil Levski National Stadium         | ‍ 43,230     |
| Vereya      | Stara Zagora      | Trace Arena                           | ‍ 3,500      |

### Personal și sponsori
| Echipa                      | Manager             | Căpitan                 | Sponsor echipament | Sponsor tricou | Suplimentar             |
| --------------------------- | ------------------- | ----------------------- | ------------------ | -------------- | ----------------------- |
| Beroe Stara Zagora          | Ferario Spasov      | Ivo Ivanov              | Uhlsport           | —              | Refan                   |
| Botev Plovdiv               | Nikolay Kirov       | Lachezar Baltanov       | Joma               | Efbet          | —                       |
| CSKA Sofia                  | Stamen Belchev      | Bozhidar Chorbadzhiyski | adidas             | Mtel           | WinBet                  |
| Cherno More Varna           | Georgi Ivanov       | Georgi Iliev            | Uhlsport           | Armeets        | —                       |
| Dunav Ruse                  | Veselin Velikov     | Diyan Dimov             | Joma               | —              | —                       |
| Levski Sofia                | Nikolay Mitov       | Veselin Minev           | Joma               | Vivacom        | Strabag, Efbet, Spetema |
| Lokomotiv Gorna Oryahovitsa | Aleksandar Dimitrov | Atanas Fidanin          | KRASIKO            | Efbet          | Prity, Enel, Go Grill   |
| Lokomotiv Plovdiv           | Voyn Voynov         | Martin Kamburov         | Uhlsport           | Efbet          | —                       |
| Ludogorets Razgrad          | Georgi Dermendzhiev | Svetoslav Dyakov        | Macron             | bet365         | Vivacom, Spetema        |
| Montana                     | Atanas Atanasov     | Ivan Mihov              | Jako               | Efbet          | —                       |
| Neftochimic Burgas          | Hristo Yanev        | Lyubomir Bozhinov       | KRASIKO            | Masterhaus     | —                       |
| Pirin Blagoevgrad           | Milen Radukanov     | Yulian Popev            | Erreà              | —              | —                       |
| Slavia Sofia                | Vladimir Ivanov     | Georgi Petkov           | Joma               | bet365         | —                       |
| Vereya Stara Zagora         | Aleksandar Tomash   | Elias                   | Erreà              | Trace Group    | Spetema                 |

### Schimbări de antrenor
| Echipa              | Antrenor plecat     | Motivul plecării                 | Data plecării      | Locul în clasament | Înlocuitor                | Data venirii la echipă |
| ------------------- | ------------------- | -------------------------------- | ------------------ | ------------------ | ------------------------- | ---------------------- |
| Beroe Stara Zagora  | Plamen Lipenski     | Sfârșitul perioadei de antrenare | 31 mai 2016        | Pre-sezon          | Aleksandar Dimitrov       | 31 mai 2016            |
| Montana             | Emil Velev          | Demitere                         | 31 mai 2016        | Pre-sezon          | Stevica Kuzmanovski       | 10 iunie 2016          |
| Vereya Stara Zagora | Zhivko Zhelev       | Sfârșitul contractului           | 31 mai 2016        | Pre-sezon          | Aleksandar Tomash         | 10 iunie 2016          |
| Lokomotiv GO        | Aleksandar Tomash   | Demitere                         | 8 iunie 2016       | Pre-sezon          | Angel Chervenkov          | 8 iunie 2016           |
| Cherno More Varna   | Nikola Spasov       | De comun acord                   | 10 iunie 2016      | Pre-sezon          | Georgi Ivanov             | 21 iunie 2016          |
| Pirin Blagoevgrad   | Naci Șensoy         | Sfârșitul contractului           | 20 iunie 2016      | Pre-sezon          | Stefan Genov              | 20 iunie 2016          |
| CSKA Sofia          | Hristo Yanev        | Demisionare                      | 21 august 2016     | 3                  | Edward Iordănescu         | 24 august 2016         |
| Botev Plovdiv       | Nikolay Kostov      | Demisionare                      | 23 august 2016     | 10                 | Nikolay Mitov             | 30 august 2016         |
| Botev Plovdiv       | Nikolay Mitov       | Demisionare                      | 30 august 2016     | 8                  | Nikolay Kirov             | 1 septembrie 2016      |
| Neftochimic Burgas  | Dimcho Nenov        | Demitere                         | 17 septembrie 2016 | 13                 | Hristo Yanev              | 17 septembrie 2016     |
| Lokomotiv GO        | Angel Chervenkov    | Demitere                         | 28 septembrie 2016 | 14                 | Ivan Kolev                | 28 septembrie 2016     |
| Montana             | Stevica Kuzmanovski | Demitere                         | 3 octombrie 2016   | 13                 | Atanas Dzhambazki         | 4 octombrie 2016       |
| Beroe Stara Zagora  | Aleksandar Dimitrov | Demisionare                      | 17 octombrie 2016  | 7                  | Plamen Lipenski (interim) | 20 octombrie 2016      |
| Lokomotiv Plovdiv   | Ilian Iliev         | Demisionare                      | 17 octombrie 2016  | 9                  | Hristo Kolev (interim)    | 18 octombrie 2016      |
| Levski Sofia        | Ljupko Petrović     | Demisionare                      | 22 octombrie 2016  | 1                  | Elin Topuzakov            | 24 octombrie 2016      |
| Beroe Stara Zagora  | Plamen Lipenski     | Sfârșitul perioadei de antrenare | 26 octombrie 2016  | 8                  | Ferario Spasov            | 26 octombrie 2016      |
| Lokomotiv Plovdiv   | Hristo Kolev        | Sfârșitul perioadei de antrenare | 31 octombrie 2016  | 7                  | Eduard Eranosyan          | 31 octombrie 2016      |
| Slavia Sofia        | Aleksandr Tarkhanov | Demisionare                      | 2 noiembrie 2016   | 10                 | Vladimir Ivanov           | 3 noiembrie 2016       |
| CSKA Sofia          | Edward Iordănescu   | Demisionare                      | 27 noiembrie 2016  | 5                  | Stamen Belchev            | 27 noiembrie 2016      |
| Pirin Blagoevgrad   | Stefan Genov        | A semnat cu CSKA Sofia           | 9 ianuarie 2017    | 11                 | Milen Radukanov           | 13 ianuarie 2017       |
| Lokomotiv GO        | Ivan Kolev          | Demisionare                      | 2 martie 2017      | 13                 | Milcho Sirmov (interim)   | 2 martie 2017          |
| Levski Sofia        | Elin Topuzakov      | De comun acord                   | 2 martie 2017      | 2                  | Nikolay Mitov             | 2 martie 2017          |
| Lokomotiv GO        | Milcho Sirmov       | Sfârșitul perioadei de antrenare | 14 martie 2017     | 13                 | Aleksandar Dimitrov       | 14 martie 2017         |
| Lokomotiv Plovdiv   | Eduard Eranosyan    | Demisionare                      | 9 aprilie 2017     | 5                  | Stoyan Kolev (interim)    | 12 aprilie 2017        |
| Montana             | Atanas Dzhambazki   | Demisionare                      | 17 aprilie 2017    | 4/Grupa A          | Dilyan Ivanov (interim)   | 17 aprilie 2017        |
| Lokomotiv Plovdiv   | Stoyan Kolev        | Sfârșitul perioadei de antrenare | 19 aprilie 2017    | 6                  | Voyn Voynov               | 19 aprilie 2017        |
| Montana             | Dilyan Ivanov       | Sfârșitul perioadei de antrenare | 24 aprilie 2017    | 4/Grupa A          | Atanas Atanasov           | 24 aprilie 2017        |

## Sezonul regulat

### Clasament
| Loc | Echipă             | M  | V  | E | Î  | GM | GP | Glv. | P  | Calificare |
| --- | ------------------ | -- | -- | - | -- | -- | -- | ---- | -- | ---------- |
| 1   | Ludogorets Razgrad | 26 | 21 | 4 | 1  | 69 | 19 | +50  | 67 | Play-off   |
| 2   | Levski Sofia       | 26 | 15 | 6 | 5  | 38 | 17 | +21  | 51 | Play-off   |
| 3   | CSKA Sofia         | 26 | 13 | 7 | 6  | 35 | 16 | +19  | 46 | Play-off   |
| 4   | Cherno More Varna  | 26 | 12 | 7 | 7  | 30 | 24 | +6   | 43 | Play-off   |
| 5   | Lokomotiv Plovdiv  | 26 | 10 | 9 | 7  | 35 | 30 | +5   | 39 | Play-off   |
| 6   | Dunav Ruse         | 26 | 10 | 8 | 8  | 32 | 31 | +1   | 38 | Play-off   |
| 7   | Botev Plovdiv      | 26 | 10 | 5 | 11 | 36 | 42 | -6   | 35 | Play-out   |
| 8   | Beroe Stara Zagora | 26 | 10 | 5 | 11 | 27 | 28 | −1   | 35 | Play-out   |
| 9   | Pirin Blagoevgrad  | 26 | 10 | 4 | 12 | 30 | 36 | −6   | 34 | Play-out   |
| 10  | FC Vereya          | 26 | 8  | 6 | 12 | 22 | 36 | −14  | 30 | Play-out   |
| 11  | Slavia Sofia       | 26 | 8  | 4 | 14 | 30 | 45 | −15  | 28 | Play-out   |
| 12  | Neftochimic Burgas | 26 | 7  | 5 | 14 | 27 | 37 | −10  | 26 | Play-out   |
| 13  | Lokomotiv Gorna    | 26 | 5  | 7 | 14 | 22 | 39 | −17  | 22 | Play-out   |
| 14  | PFC Montana        | 26 | 3  | 3 | 20 | 16 | 49 | −33  | 12 | Play-out   |

## Grupă campionat (Play-off)
Punctele și golurile din sezonul regulat vor fi păstrate în întregime.
Actualizat la data de 21 mai 2017.
| Loc | Echipă            | M  | V  | E  | Î  | GM | GP | P  | Calificare în                             |
| --- | ----------------- | -- | -- | -- | -- | -- | -- | -- | ----------------------------------------- |
| 1   | Ludogorets (C,Q)  | 34 | 24 | 8  | 2  | 83 | 25 | 80 | Runda a 2-a UEFA Champions League 2017-18 |
| 2   | CSKA Sofia        | 34 | 18 | 10 | 6  | 48 | 20 | 64 | Prima rundă UEFA Europa League 2017-18    |
| 3   | Levski Sofia      | 34 | 18 | 8  | 8  | 48 | 26 | 62 | Play-off-urile pentru Europa League       |
| 4   | Lokomotiv Plovdiv | 34 | 13 | 10 | 11 | 45 | 47 | 49 |                                           |
| 5   | Dunav Ruse        | 34 | 13 | 10 | 11 | 41 | 41 | 49 |                                           |
| 6   | Cherno More Varna | 34 | 13 | 7  | 14 | 36 | 40 | 46 |                                           |

(C) Campioană; (Q) Calificată în faza indicată.

## Grupă retrogradare (Play-out)
Punctele și golurile din sezonul regulat se păstrează în întregime.
Actualizat la data de 12 mai 2017.

### Grupa A
| Loc | Echipă        | M  | V  | E | Î  | GM | GP | P  | Calificare în                       |
| --- | ------------- | -- | -- | - | -- | -- | -- | -- | ----------------------------------- |
| 1   | FC Vereya     | 32 | 13 | 6 | 13 | 31 | 40 | 45 | Play-off-urile pentru Europa League |
| 2   | Botev Plovdiv | 32 | 13 | 5 | 14 | 51 | 50 | 44 | Play-off-urile pentru Europa League |
| 3   | Slavia Sofia  | 32 | 11 | 4 | 17 | 37 | 55 | 37 | Play-off-uri pentru retrogradare    |
| 4   | PFC Montana   | 32 | 4  | 3 | 25 | 24 | 66 | 15 | Play-off-uri pentru retrogradare    |

### Grupa B
| Loc | Echipă             | M  | V  | E | Î  | GM | GP | P  | Calificare în                       |
| --- | ------------------ | -- | -- | - | -- | -- | -- | -- | ----------------------------------- |
| 1   | Beroe Stara Zagora | 32 | 12 | 8 | 12 | 35 | 33 | 44 | Play-off-urile pentru Europa League |
| 2   | Pirin Blagoevgrad  | 32 | 12 | 7 | 13 | 41 | 44 | 43 | Play-off-urile pentru Europa League |
| 3   | Neftochimic Burgas | 32 | 8  | 7 | 17 | 33 | 47 | 31 | Play-off-uri pentru retrogradare    |
| 4   | Lokomotiv Gorna    | 32 | 7  | 9 | 16 | 32 | 51 | 30 | Play-off-uri pentru retrogradare    |

## Play-off-urile europene

### Sferturi de finală
| Botev Plovdiv                         | 3–0    | Beroe |
| ------------------------------------- | ------ | ----- |
| - Kossoko 14' - Viana 45' - Vutov 81' | Raport |       |

| Beroe                                    | 2–1    | Botev Plovdiv |
| ---------------------------------------- | ------ | ------------- |
| - K. Dimitrov 15' (autogol) - Mapuku 75' | Raport | Vutov 64'     |

| Pirin Blagoevgrad | 1–1    | Vereya            |
| ----------------- | ------ | ----------------- |
| Tsvetkov 81'      | Raport | Bandalovski 90+3' |

| Vereya        | 1–0    | Pirin Blagoevgrad |
| ------------- | ------ | ----------------- |
| Kaloyanov 44' | Raport |                   |

### Semifinale
| Vereya |  | Botev Plovdiv |
| ------ |  | ------------- |
|        |  |               |

| Botev Plovdiv |  | Vereya |
| ------------- |  | ------ |
|               |  |        |

Botev Plovdid s-a calificat în primul tur Europa League prin câștigarea Cupei Bulgariei,drept urmare Vereya a câștigat semifinala cu aceasta.

### Finala
| Levski Sofia | 1–1 (d.p.) | Vereya |
| --- | ---------- | --- |
| Kraev 44' | Raport     | Bandalovski 90+3'                                                                                                  |
| - Procházka - Kraev - Bourabia - S. Aleksandrov - Borimirov - Ognyanov - Jablonský - Pirgov - S. Ivanov - Mitrev - Naydenov | 9–8        | - Andonov - Domovchiyski - Tsvetanov - Eugénio - Elias - Zafirov - Kerkar - Angelov - Bandalovski - Inkoom - Kolev |

## Play-off-uri retrogradare

### Prima rundă
| Montana        | 1–3    | Neftochimic                             |
| -------------- | ------ | --------------------------------------- |
| Atanasov 90+3' | Raport | - Hazurov 16' (pen.), 55' * Romanov 21' |

| Neftochimic                | 2–1    | Montana      |
| -------------------------- | ------ | ------------ |
| - Milanov 71' * Ivanov 80' | Raport | Atanasov 24' |

| Lokomotiv Gorna Oryahovitsa | 0–3    | Slavia Sofia                       |
| --------------------------- | ------ | ---------------------------------- |
|                             | Raport | - Dimitrov 45', 62' * Serderov 58' |

| Slavia Sofia | 1–1    | Lokomotiv Gorna Oryahovitsa |
| ------------ | ------ | --------------------------- |
| Omar 29'     | Raport | Kirev 38' (o.g.)            |

### Runda secundă
| Neftochimic |        | Slavia |
| ----------- | ------ | ------ |
|             | Raport |        |

| Slavia |        | Neftochimic |
| ------ | ------ | ----------- |
|        | Raport |             |

| Montana |        | Lokomotiv Gorna Oryahovitsa |
| ------- | ------ | --------------------------- |
|         | Raport |                             |

| Lokomotiv Gorna Oryahovitsa |        | Montana |
| --------------------------- | ------ | ------- |
|                             | Raport |         |

### Runda a 3-a
| Neftochimic | 0–1    | Vitosha Bistritsa |
| ----------- | ------ | ----------------- |
|             | Raport | Otofe 58'         |

| Montana   | 1–2    | Septemvri Sofia            |
| --------- | ------ | -------------------------- |
| Iliev 67' | Raport | - Angelov 3' * Galchev 11' |

## Marcatori
Actualizat la data de 21 mai 2017.
| Loc | Jucător         | Club               | Goluri |
| --- | --------------- | ------------------ | ------ |
| 1   | Claudiu Keșerü  | Ludogorets Razgrad | 22     |
| 2   | Martin Kamburov | Lokomotiv Plovdiv  | 15     |
| 3   | Marcelinho      | Ludogorets Razgrad | 14     |
| 4   | João Paulo      | Ludogorets Razgrad | 13     |
| 4   | Wanderson       | Ludogorets Razgrad | 13     |